# Коршачинська сільська рада
Корша́чинська сільська́ ра́да — колишній орган місцевого самоврядування в Білопільському районі Сумської області. Адміністративний центр — село Коршачина.

## Загальні відомості
- Населення ради: 707 осіб (станом на 2001 рік)

## Населені пункти
Сільській раді були підпорядковані населені пункти:
- с. Коршачина
- с-ще Амбари
- с. Зелене
- с. Синяк

## Склад ради
Рада складалася з 12 депутатів та голови.
- Голова ради:
- Секретар ради: Тверезовська Валентина Дмитрівна

### Керівний склад попередніх скликань
| Прізвище, ім'я, по батькові  | Основні відомості                                                          | Дата обрання | Дата звільнення |
| ---------------------------- | -------------------------------------------------------------------------- | ------------ | --------------- |
| Бойко Володимир Анатолійович | Сільський голова, 1962 року народження, член Соціалістичної партії України | 26.03.2006   | 31.10.2010      |

Примітка: таблиця складена за даними сайту Верховної Ради України